# Мельничук Ігор Юліанович
І́гор Юліа́нович Мельничу́к (нар. 17 травня 1969, с. Коцюбинчики, Чортківський район, Тернопільська область) — український живописець.

## Життєпис
Народився 17 травня 1969 року у селі Коцюбинчики, Чортківського району, Тернопільської області.

### Навчання
Протягом 1983-1984 років навчався в ізостудії при чортківському палаці піонерів. У 1985-1991 роках навчався в Косівському технікумі народних художніх промислів імені Василя Касіяна. У 1991-1996 роках навчався в майстерні професора Василя Забашти в Національній академії образотворчого мистецтва та архітектури. З 1991 по 1996 роки навчався в асистентурі та стажувався в Національній академії образотворчого мистецтва та архітектури у професора Василя Гуріна. У 1999 році здобув освітній ступінь «Магістр живопису».

### Кар'єра
В 1999 році Ігор Юліанович починає працювати в Національній академії образотворчого мистецтва і архітектури. В 2003 році стає старшим викладачем. З 1994 року український живописець є учасником численних виставок. У 2000 році став членом Національної спілки художників України. Учасник та організатор щорічних студентських пленерів у Карпатах, майстер пейзажного живопису. Від 2000 року член Національної спілки художників України. У 2009 році в.о. доцент, а від 2011 року — доцент кафедри живопису та композиції Національної академії образотворчого мистецтва і архітектури.

### Відзнаки, нагороди, звання
- 1995 рік — лауреат премії імені Віктора Зарецького;
- 1999 рік — лауреат премії імені Михайла Дерегуса та почесний диплом Pro Art;
- 2004 рік — Почесний знак «За досягнення в розвитку культури і мистецтва»;
- 2004 рік — диплом та медаль міністерства культури і мистецтв України «За високі досягнення в підготовці кадрів культури і мистецтва». Міжнародний академічний рейтинг «Золота фортуна»;
- 2007 рік — почесний диплом Академії мистецтв України. «За вагомий внесок у розвиток образотворчого мистецтва»;
- 2007 рік — почесне звання «Заслужений художник України»;
- 2011 рік — подяка Київської обласної Ради «За вагомий внесок у розвиток духовності і образотворчого мистецтва

Макарівщини, сумлінну працю, активну громадську позицію та з нагоди дня Художника». 

### Основні твори
Ігор Мельничук створює пейзажі, натюрморти, портрети у стилях експресіонізму та імпресіонізму. Деякі полотна представлені в експозиціях музею сучасного мистецтва України у Києві та в Макарівській картинній галереї. Серед основних творів митця:
- 1996 рік — «Вінчання»;
- 1998 рік — «Яблучний Спас», «Дзвінка»;
- 1999 рік — «На все воля Божа», «Істина життя, або Спів райських птахів»;
- 2003 рік — «Серед гір Карпатських»;
- 2006 рік — «Красноїльські лілії»;
- 2007 рік — «Старий кавалер. Гуцул-чарівник»;
- 2008 рік — «Натюрморт з індиками»;
- 2010 рік — «Мелодія Карпат», «Делікатна бесіда», «Княгиня»;
- 2011 рік — «Звук трембіти»;
- 2014 рік — «Торговий центр у м. Іву у вечірньому освітленні», «Тибет. Ямбдрок», «Потала палац», «Озеро Нанцо», «Скельний монастир Йонґ-Канґ», «С. Васюк», «Мао Цо»;
- 2015 рік — «Фруктовий Ренесанс», «Натюрморт із сомом»;
- 2016 рік — «Автопортрет. Китай. Фотан», «Біла хмара. Фотан», «На сторожі», «Квітка кактуса. Фотан», «Буддійське святилище», «Стара вулиця. Фотан», «Троянди. Фотан».